# تیمو بل
تیمو بول (انگلیسی: Timo Boll؛ زادهٔ ۸ مارس ۱۹۸۱) بازیکن تنیس روی میز اهل آلمان است.وی همچنین برنده جوایزی همچون برگ بوی نقره‌ای شده است.
وی همچنین برنده جوایزی همچون برگ بوی نقره‌ای شده است.
او در مسابقات کشوری و بین‌المللی در مجموع برنده ۱۸ مدال طلا، ۱۳ مدال نقره، ۸ مدال برنز شده‌است.